# Far de l'Illa de l'Aire
El far d'Illa de l'Aire, està situat a l'Illa de l'Aire, enfront de la costa sud-est de Menorca (Illes Balears), concretament davant de Punta Primera, Sant Lluís.

## Història
Va començar a il·luminar amb una òptica de 2n ordre de la casa Sautter amb una aparença de flaixos blancs cada minut. El 1911 es va substituir el llum moderador d'oli per una Chance de petroli de 85 mm. Fins a la construcció del far de Muscarter a Eivissa, el 1977, va ser la torre de far més alta de les Illes Balears, amb una altura de focus lluminós de 35,3 metres sobre el terreny, i una escala de caragol de cent seixanta-cinc esglaons.
El novembre de 1957 va quedar muntada la nova llanterna aeromarítima. Més tard, el 1965, es va substituir l'antiga instal·lació opticolluminosa (última que quedava en servei encara amb gir lent mitjançant galets) per una altra de la casa Pintsch.
El 1974 es va retirar la instal·lació de petroli Chance per a muntar-ne una altra de gas amb una instal·lació automàtica procedent del far del cap de la Nau, la qual cosa va permetre, a partir de 1976, retirar el servei de manteniment amb residència al far. En 1995 s'incorporava un sistema d'il·luminació mitjançant energia solar fotovoltaica.